# Damala

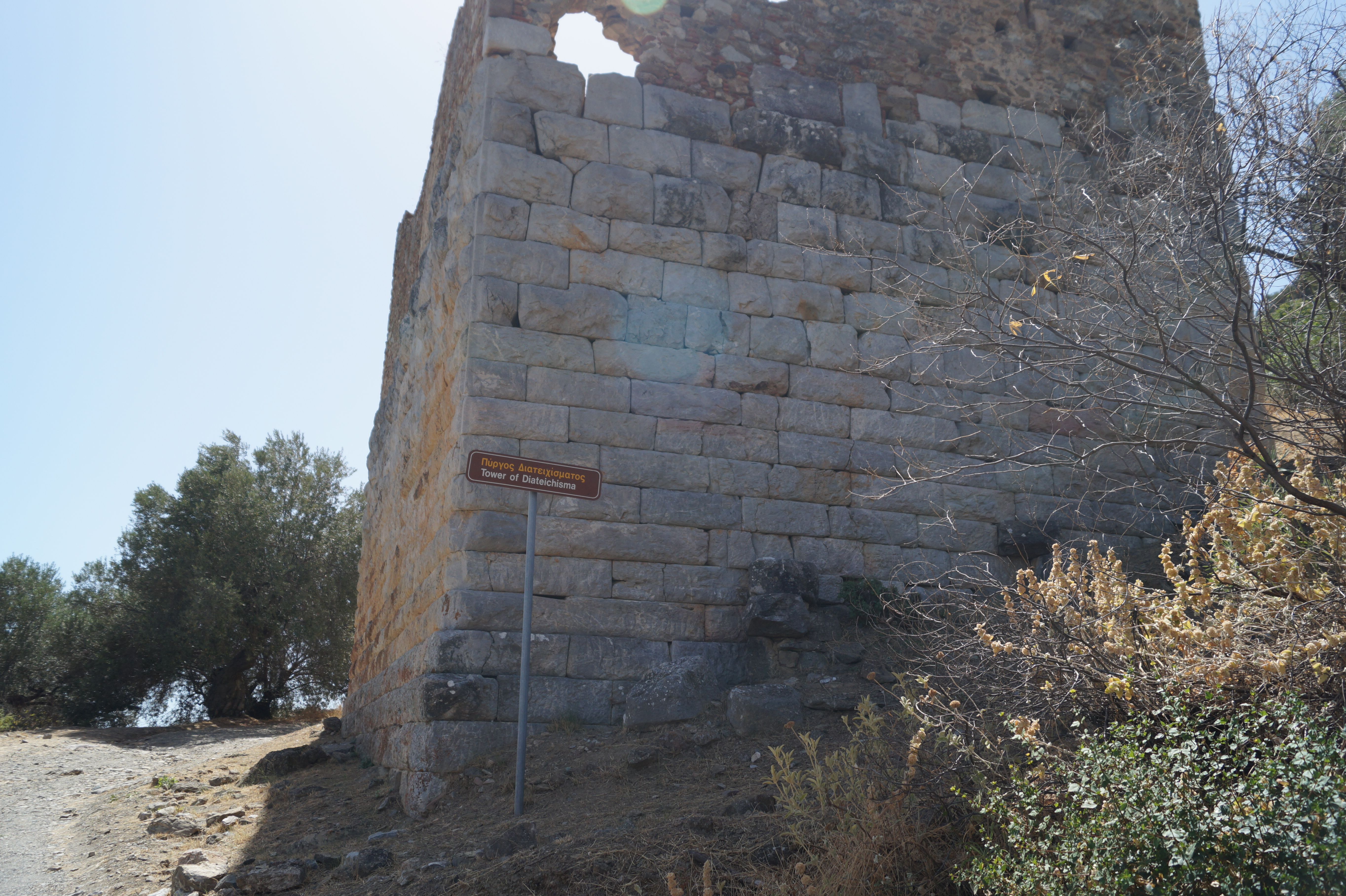
Damala.

Damala fou un castell de Grècia, l'antiga acròpolis de la ciutat de Trezè la qual durant l'edat mitjana va quedar deshabitada i així estava quan hi van arribar els croats llatins després del 1205. Durant el domini romà d'Orient, Trezè pràcticament no es esmentada. L'antic establiment va esdevenir fortalesa llatina com a centre de la baronia de Eldamala o Eldamalet i el nou castell es va construir sobre les ruïnes de l'antiga acròpolis als primers anys del segle xiii.
El castell i annexes foren abandonats més tard quan la població es va traslladar a una zona mes plana on avui dia es troba la ciutat de Trezè. El text aragonès de la Crònica de Morea esmenta la seva utilització pels barons locals que es deien barons de Eldamala (o Eldamalet) i era feu dels prínceps d'Acaia. Damala és esmentada també en inscripcions a monedes emeses pel baró de Veligosti i senyor de Quios, Martí Zaccaria del 1325 al 1345; hi ha altres monedes llatines de la meitat del segle xiii trobades a les excavacions de la torre feta per E. Legrand, però no esmenten Damala.
La baronia d'Eldamala fou establerta el 1209 que va donar quatre feus (timars) a Jaume de la Roche, un cavaller francès que havia operat a la zona i que fou qui va construir el castell en els anys següents. El nom de Eldamala o Eldamalet fou abreujat (i hel·lenitzat) a Damalas o Damala. Guillem de la Roche va rebre la baronia de Damala el 1230 i va esdevenir després (el 1256) baró de Veligosti per matrimoni amb la germana i hereva de Mateu II de Veligosti, reunint el dos feus fins a la seva mort el 1264. Després Damala va passar al seu fill Jaume (II) de la Roche que va governar del 1264 al 1302 sent esmentat només com a baró de Damala (Veligosti desapareix de les fonts; se sap que va ser ocupada pels romans d'Orient però no la data, en tot cas abans del 1300) i fou governador d'Argos i Nàuplia del 1278 al 1283, en absència del senyor Joan I de la Roche (fet presoner pels romans d'Orient) i suposadament fins a la consolidació del seu successor Guillem I de la Roche. Mort el 1302 el va succeir el seu fill Reinald de la Roche, també esmentat només com baró de Damala, que va morir el 15 de març de 1311 en la mal anomenada batalla del Cefís contra la Companyia Catalana. L'hereva de Damala (i segurament de Veligosti) fou Jacquelina de la Roche que es va casar (o ja estava casada) amb Martí Zaccaria, senyor de Quios i baró de Damala, que es esmentat com a baró de Veligosti en una moneda emesa per ell mateix a la baronia (també va encunyar moneda a Quios però va perdre l'illa a mans dels romans d'Orient el 1329), però que mai va governar a Veligosti. Jacquelina devia morir vers el 1324 perquè aquest any Martí es va casar amb una dama de la família Ghisi (filla de Jordi I Ghisi) que posseïa la meitat de la baronia de Calandritsa per herència materna. Martí hauria gaudit d'aquesta meitat de Calandritsa i de la baronia de Damala-Veligosti (Damala i el títol de Veligosti) fins a la seva mort el 15 de gener de 1345 davant d'Esmirna, i les hauria transmès als seus fills Bartomeu (Damala) i Centurió I Zaccaria (Calandritsa amb Muniachitori i Lisarea, que després va heretar també Damala del seu germà mort vers 1334).
Centurió I va morir el 1382 i els romans d'Orient es van apoderar de Damala aquell mateix any. Els romans d'Orient la van conservar en els anys següents i el 1456 el dèspota de Morea va considerar cedir-la a Venècia, proposta acollida favorablement, però finalment Mistra va caure en mans dels otomans el maig del 1460 i amb ella tot el despotat. La crònia de Esteve Magne diu que de fet els venecians van ocupar Damala el 1463 i la mateix crònica diu que pertanyia al comandant venecià de Nàuplia; en algun moment en els anys següents fou ocupada pels otomans.